# 조절 반사
조절 반사(accommodation reflex) 또는 조절-눈모음 반사(accommodation-convergence reflex)는 가까운 물체에 초점을 맞춘 다음 먼 물체를 보거나 그 반대로 할 때 발생하는 눈의 반사 작용으로, 수렴, 렌즈 모양(조절) 및 동공 크기의 조화로운 변화로 구성된다.

## 눈 모음
convergence, 눈 모음

## 같이 보기
- 조절 (척추동물 눈)
- 이향운동